# Lista episoadelor din Mesaje de dincolo
Aceasta este lista episoadelor din serialul american de televiziune Mesaje de dincolo. În serial este vorba despre Melina Gordon (Jennifer Love Hewitt), o fată care de mică putea vedea fantome.

## Sezoane
|  | 1 | 22 | 6 | 2005 – 2006 | 31 octombrie 2006  | 9 iulie 2007      |
|  | 2 | 22 | 6 | 2006 – 2007 | 18 septembrie 2007 | 25 februarie 2008 |
|  | 3 | 18 | 5 | 2007 – 2008 | 2 septembrie 2008  | 6 aprilie 2009    |
|  | 4 | 23 | 7 | 2008 – 2009 | 2009               | TBA               |
|  | 5 | 24 | 7 | 2009 – 2010 | TBA                | TBA               |

## Sezonul 1 (2005-2006)
| Episod | Titlu                          | Screnarist                       | Director           | Premieră SUA       |
| --- | ------------------------------ | -------------------------------- | ------------------ | ------------------ |
| 1-01 (1) | „Pilot”                        | John Gray                        | John Gray          | 23 septembrie 2005 |
| Melinda Gordon poate vedea, de la vârsta de 8 ani, spritele morților care nu au reușit să trecă în lumină. Aceasta s-a mutat de curând în Grandview și a deschis un magazin de antichități, împreună cu soțul ei Jim Clancy. Ea a întâlnit-o pe Andrea Marino,care i-a devenit cea mai bună prietenă. În primul episod, Melinda ajută fantoma lui Paul, un soldat ce a murit în Războiul din Vietnam. |                                |                                  |                    |                    |
| 1-02 (2) | „The Crossing”                 | John Gray, Catherine Butterfield | Ron Lagomarsino    | 30 septembrie 2005 |
| Kenny Dale în vârsta de sase ani (interpretat de Joseph Castanon) este ucis într-un accident feroviar în timp ce mașina în care se afla împreuna cu familia se blocheaza pe calea ferată. Neștiind că a murit și negasindu-și familia Kenny se împrietenește cu un băiat a cărui mamă crede despre Kenny că nu e decât un prieten imaginar al fiului ei.Melinda ii caută pe parinții lui Kenny pentru ai convinge că fiul lor inca este alături de ei și să-l ajute pe acesta din urmă să treacă în lumină.                                                |                                |                                  |                    |                    |
| 1-03 (3) | „Ghost, Interrupted”           | John Gray, Jed Seidel            | Ian Sander         | 7 octombrie 2005   |
| Natalie aflata intr-o institutie de psihiatrie pentru comportamentul ei ciudat cauzat de moartea surorii sale geamana Zoe.In timpul unei calatorii prin oras, Natalie fuge din grupul ei si se ascunde in magazinul Melindei.Melinda realizeaza ca acel comportament "anormal' al tinerei se datoreaza faptului ca este bantuita de catre sora sa.Spiritul lui Zoe este legat de pamant datorita unui secret cumplit pe care acesta l-a luat cu ea in mormant: s-a culcat cu prietenul lui Natalie in timp ce aceasta era in stare de ebrietate si dormea. |                                |                                  |                    |                    |
| 1-04 (4) | „Mended Hearts”                | John Gray                        | John Gray          | 14 octombrie 2005  |
| O fantoma o ajuta pe Melinda sa salveze o femeie care încerca sa se sinucidă. Melinda afla ca fantoma a fost logodnicul femeii si ca era un donator de organe. Fantoma refuza sa treaca in lumina pana nu afla cine este beneficiarul inimii sale |                                |                                  |                    |                    |
| 1-05 (5) | „Lost Boys”                    | David Fallon                     | Peter O'Fallon     | 21 octombrie 2005  |
| 1-06 (6) | „Homecoming”                   | Vivian Lee                       | Eric Laneuville    | 28 octombrie 2005  |
| Melinda ajută o fantomă adolescentă supărată, care nu și-a regăsit pacea după moarte, iar în timp ce o ajută află ceva care va afecta viețile tuturor rudelor băiatului rămase în viață. |                                |                                  |                    |                    |
| 1-07 (7) | „Hope and Mercy”               | John Wirth                       | Bill L. Norton     | 4 noiembrie 2005   |
| O femeie care a murit în timpul unei nașteri nu poate trece peste pierdere până soțul ei nu se va opri din a se învinovăți. |                                |                                  |                    |                    |
| 1-08 (8) | „On The Wings Of a Dove”       | John Gray, Catherine Butterfield | Peter O'Fallon     | 11 noiembrie 2005  |
| 1-09 (9) | „Voices”                       | John Gray, John Belluso          | Kevin Hooks        | 18 noiembrie 2005  |
| 1-10 (10) | „Ghost Bride”                  | John Gray, Jed Seidel            | Joanna Kerns       | 25 noiembrie 2005  |
| 1-11 (11) | „Shadow Boxer”                 | John Gray, Emily Fox             | Joanna Kerns       | 9 decembrie 2005   |
| 1-12 (12) | „Undead Comic”                 | John Gray, Doug Prochilo         | Eric Laneuville    | 16 decembrie 2005  |
| 1-13 (13) | „Friendly Neighbourhood Ghost” | John Gray, Lois Johnson          | David Hugh Jones   | 6 ianuarie 2006    |
| 1-14 (14) | „Last Execution”               | John Gray, David Fallon          | James Frawley      | 13 ianuarie 2006   |
| 1-15 (15) | „Melinda's First Ghost”        | John Gray, Catherine Butterfield | Peter Werner       | 27 ianuarie 2006   |
| 1-16 (16) | „Dead Man's Ridge”             | John Gray                        | James Frawley      | 3 februarie 2006   |
| 1-17 (17) | „Demon Child”                  | John Gray, Jed Seidel            | Eric Laneuville    | 3 martie 2006      |
| 1-18 (18) | „Miss Fortune”                 | John Gray, Emily Fox             | James Chressanthis | 10 martie 2006     |
| 1-19 (19) | „Fury”                         | John Gray, Rama Laurie Stagner   | Peter Werner       | 31 martie 2006     |
| 1-20 (20) | „The Vanishing”                | John Gray, Catherine Butterfield | Ian Sander         | 7 aprilie 2006     |
| 1-21 (21) | „Free Fall”                    | John Gray                        | John Gray          | 28 aprilie 2006    |
| 1-22 (22) | „The One”                      | John Gray                        | John Gray          | 5 mai 2006         |